# Greendale (Wisconsin)
Greendale ist eine Gemeinde (mit dem Status „Village“) im Milwaukee County im US-amerikanischen Bundesstaat Wisconsin. Im Jahr 2020 hatte Greendale laut US Census Bureau 14.854 Einwohner.
Die Gemeinde Greendale ist Bestandteil der Metropolregion Milwaukee.

## Geografie
Greendale liegt im südwestlichen Vorortbereich der Stadt Milwaukee am Root River, einem Zufluss des rund 10 km östlich gelegenen Michigansees.
Die geografischen Koordinaten von Greendale sind 42°56′26″ nördlicher Breite und 87°59′45″ westlicher Länge. Das Gemeindegebiet erstreckt sich über eine Fläche von 14,43 km².
Das Stadtzentrum von Milwaukee liegt 17 km nordöstlich. Weitere Nachbarorte sind Greenfield (an der nördlichen und östlichen Ortsgrenze), Franklin (an der südöstlichen, südlichen und südwestlichen Ortsgrenze) und Hales Corners (an der westlichen Ortsgrenze).
Die neben Milwaukee nächstgelegenen weiteren Großstädte sind Green Bay (205 km nördlich), Appleton (176 km nordnordwestlich), Wisconsins Hauptstadt Madison (129 km westlich), Chicago im benachbarten Bundesstaat Illinois (140 km südsüdöstlich) und Racine (36,8 km südöstlich).

## Verkehr
Der Wisconsin State Highway 36 verläuft in Nordost-Südwest-Richtung als Hauptstraße durch Greendale. Im Nordwesten wird das Gemeindegebiet vom Wisconsin Highway 24 begrenzt. Alle weiteren Straßen in Greendale sind untergeordnete Landstraßen, unbefestigte Fahrwege oder innerörtliche Verbindungsstraßen.
Acht Kilometer östlich von Greendale befindet sich der Milwaukee Mitchell International Airport von Milwaukee.

## Geschichte

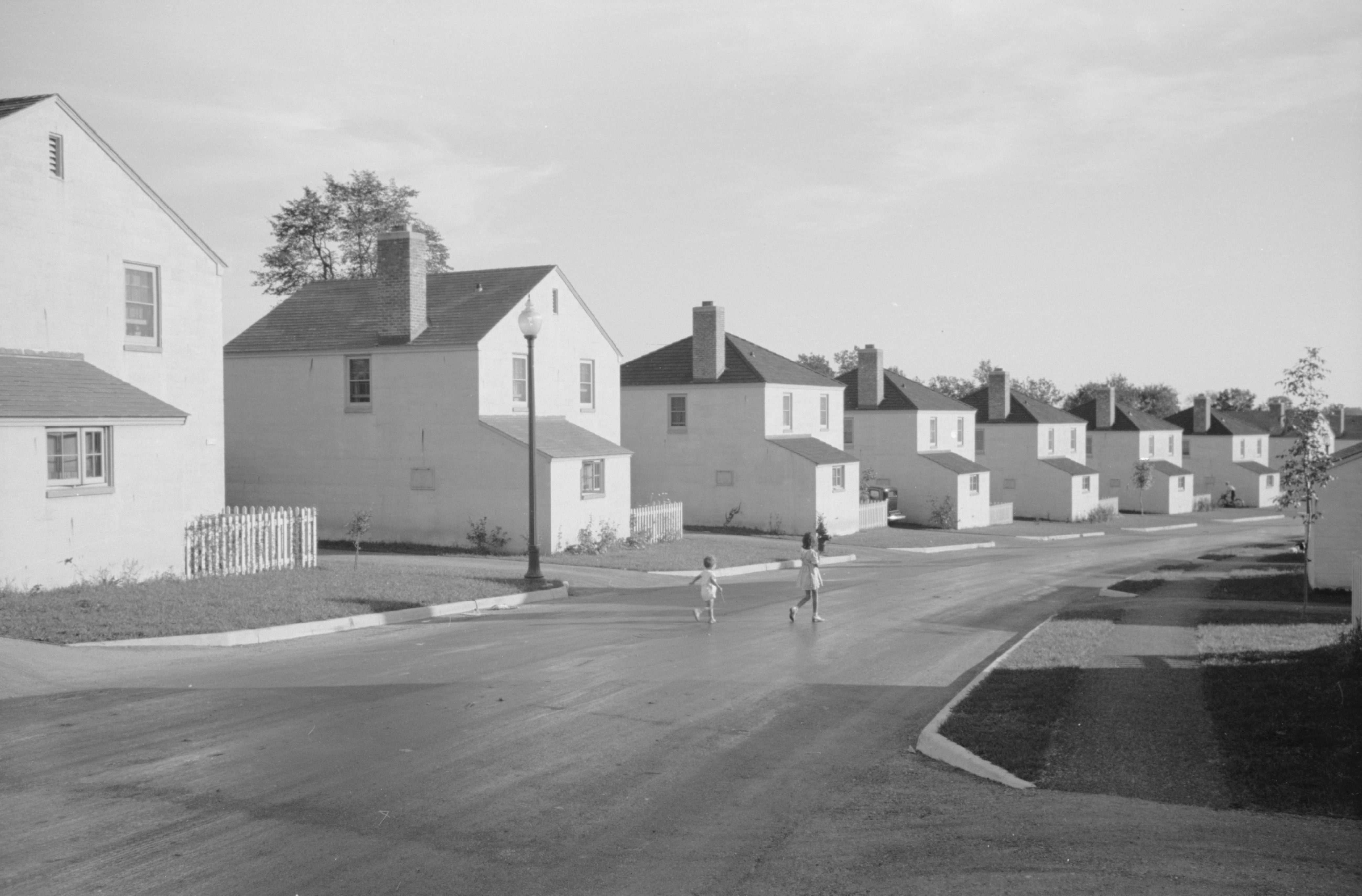
Greendale im Jahr 1939

Greendale wurde ab 1936 als eine der Greenbelt-Towns errichtet, die im Zuge des New Deal angelegt wurden.

## Bevölkerung
Nach der Volkszählung im Jahr 2010 lebten in Greendale 14.046 Menschen in 6075 Haushalten. Die Bevölkerungsdichte betrug 973,4 Einwohner pro Quadratkilometer. In den 6075 Haushalten lebten statistisch je 2,31 Personen.
Ethnisch betrachtet setzte sich die Bevölkerung zusammen aus 92,8 Prozent Weißen, 1,2 Prozent Afroamerikanern, 0,4 Prozent amerikanischen Ureinwohnern, 3,1 Prozent Asiaten sowie 0,9 Prozent aus anderen ethnischen Gruppen; 1,6 Prozent stammten von zwei oder mehr Ethnien ab. Unabhängig von der ethnischen Zugehörigkeit waren 4,7 Prozent der Bevölkerung spanischer oder lateinamerikanischer Abstammung.
22,1 Prozent der Bevölkerung waren unter 18 Jahre alt, 55,7 Prozent waren zwischen 18 und 64 und 22,2 Prozent waren 65 Jahre oder älter. 53,4 Prozent der Bevölkerung waren weiblich.
Das mittlere jährliche Einkommen eines Haushalts lag bei 65.000 USD. Das Pro-Kopf-Einkommen betrug 33.989 USD. 7,2 Prozent der Einwohner lebten unterhalb der Armutsgrenze.